# 幸せビーム!好き好きビーム!
「幸せビーム!好き好きビーム!」（しあわせビーム すきすきビーム）は、ハッピー♥7のシングル。2002年7月3日にzetima（現・アップフロントワークス）から発売された。

## 概要
- シャッフルユニットの企画第3弾で、今作のテーマは幸せである[2]。おどる♥11の「幸せきょうりゅう音頭」、セクシー8の「幸せですか?」と同日発売。
- 軽快なシャッフルリズムのダンス・ナンバー楽曲となっている[2]。

## 収録曲
全作詞・作曲：つんく
1. 幸せビーム！好き好きビーム！ (3:44)
編曲：TATOO
2. よくある親子のセレナーデ (ハッピー♥7 Version) (4:09)
編曲：SHO-1
3. 幸せビーム！好き好きビーム！ (Instrumental) (3:45)

## 参加メンバー
加護亜依、高橋愛、小川麻琴、新垣里沙、ミカ、あさみ、斉藤瞳

## 参加ミュージシャン
幸せビーム！好き好きビーム！
- プログラミング&キーボード：TATOO
- ギター：目木とーる
- コーラス：つんく・ハッピー7

よくある親子のセレナーデ (ハッピー♥7 Version)
- プログラミング：SHO-1
- アコースティックギター：鈴木健治
- コーラス：つんく・稲葉貴子・生方信堂